# Buffalo (Virginia Occidentale)
Buffalo è un comune degli Stati Uniti d'America, situato nello Stato della Virginia Occidentale, nella contea di Putnam.